# Kim Linehan
Pour les articles homonymes, voir Linehan.
Kim Linehan, née le 11 décembre 1962 à Bronxville, est une nageuse américaine.

## Carrière
Kim Linehan termine quatrième de la finale du 400 mètres nage libre aux Jeux olympiques de 1984 à Los Angeles.
Aux Championnats du monde, elle obtient en 1978 à Berlin deux médailles de bronze sur 400 mètres nage libre et sur 800 mètres nage libre et en 1982 à Guayaquil une médaille d'or sur 800 mètres nage libre.
Aux Jeux panaméricains de 1979 à San Juan, elle remporte la médaille d'or sur 800 mètres nage libre et la médaille d'argent sur 200 mètres nage libre.
Elle est également double médaillée d'or à l'Universiade d'été de 1981 à Bucarest, sur 400 et 800 mètres nage libre.
Elle intègre l'International Swimming Hall of Fame en 1997.